# Neverche
Neverche (in sloveno Neverke) è un centro abitato della Slovenia, frazione del comune di San Pietro del Carso.